# Alex Tchuimeni-Nimely
Alex Tchuimeni-Nimely (Monrovia, 1991. május 11. –) libériai-angol labdarúgó, a Port Vale csatára.

## Statisztika
2013. január 19. szerint
| Klub                     | Szezon           | Bajnokság | Bajnokság | FA-kupa  | FA-kupa | Ligakupa | Ligakupa | Egyéb    | Egyéb | Összesen | Összesen |
| Klub                     | Szezon           | Fellépés  | Gól       | Fellépés | Gól     | Fellépés | Gól      | Fellépés | Gól   | Fellépés | Gól      |
| ------------------------ | ---------------- | --------- | --------- | -------- | ------- | -------- | -------- | -------- | ----- | -------- | -------- |
| Manchester City          | 2009–10          | 1         | 0         | 0        | 0       | 0        | 0        | 0        | 0     | 1        | 0        |
| Manchester City          | 2010–11          | 0         | 0         | 0        | 0       | 0        | 0        | 1        | 0     | 1        | 0        |
| Middlesbrough (kölcsön)  | 2011–12          | 9         | 0         | 0        | 0       | 1        | 0        | 0        | 0     | 10       | 0        |
| Coventry City (kölcsön)  | 2011–12          | 17        | 1         | 0        | 0       | 0        | 0        | 0        | 0     | 17       | 1        |
| Crystal Palace (kölcsön) | 2012–13          | 2         | 0         | 0        | 0       | 0        | 0        | 0        | 0     | 2        | 0        |
| Karrier összesen         | Karrier összesen | 29        | 1         | 0        | 0       | 1        | 0        | 1        | 0     | 31       | 1        |

## Fordítás
Ez a szócikk részben vagy egészben  az   Alex Nimely című angol Wikipédia-szócikk ezen változatának fordításán alapul.  Az eredeti cikk szerkesztőit annak laptörténete sorolja fel. Ez a jelzés csupán a megfogalmazás eredetét és a szerzői jogokat jelzi, nem szolgál a cikkben szereplő információk forrásmegjelöléseként.